# Bordetella parapertussis
Espèce
Bordetella parapetussis est un bacille à Gram négatif qui détermine une coqueluche généralement moins sévère que celle déterminée par Bordetella pertussis. Néanmoins, une épidémie de coqueluche typique aux États-Unis en 2014 due à B. parapertussis a montré que la bactérie pouvait déclencher des symptômes aussi sévères que ceux associés à B. pertussis.
Elle est de croissance plus rapide que B. pertussis (2 jours) sur milieu Bordet Gengou présentant un halo d'hémolyse net.
Possédant une uréase (mais moins rapide -en 24 h- que B. bronchiseptica) ainsi qu'une tyrosinase entrainant un brunissement du milieu de Bordet et Gengou. La cytochrome oxydase est négative.
L'homme et le mouton sont les deux réservoirs connus de B. parapertussis, les deux espèces n'étant pas infectées par les mêmes lignées.